# Dąbrówka Pniowska
Dąbrówka Pniowska – wieś w Polsce położona w województwie podkarpackim, w powiecie stalowowolskim, w gminie Radomyśl nad Sanem. Leży w widłach Sanu i Wisły.
| SIMC    | Nazwa        | Rodzaj    |
| ------- | ------------ | --------- |
| 0804856 | Błonie       | część wsi |
| 0804862 | Jabrządki    | część wsi |
| 0804879 | Kozia Polska | część wsi |

W latach 1975–1998 miejscowość administracyjnie należała do województwa tarnobrzeskiego.